# Шапбахіт
Шапбахіт (англ. schapbachite; нім. Schapbachit m) — мінерал, модифікація матильдиту.
За назвою родовища Шапбах (Баден, ФРН), J.A.Kenngott, 1853. Синонім — аргентобісмутит, блиск срібно-бісмутовий, морокочит, перувіт, руда бісмуто-срібна.

## Опис
Шапбахіт — високотемпературна модифікація матильдиту AgBiS2, в яку він переходить зворотно при температурі вище 225 °C.
Сингонія кубічна. Густина 6,9—7,2. Твердість 2,5. Колір залізно-чорний. Непрозорий. Зустрічається у зростаннях з галенітом.

## Поширення
Знайдений на копальні «Фрідріх Християн» (Шапбахталь, Шварцвальд, ФРН), копальні «Матільда» (Морокочі, Перу), на родовищі олова Аберфойл (Австралія), на копальні Каміока (Японія).

## Різновиди
Розрізняють:
- шапбахіт високотемпературний (те саме, що матильдит, β-AgBiS2; ізотипний до галеніту);
- α-шапбахіт (зайва назва матильдиту, α-AgBiS2).